# 帕勞地理

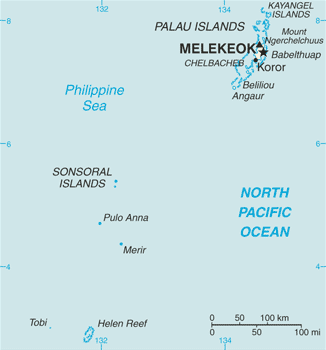

帕劳共和國由8個主要島嶼和超過250個小島組成。位於菲律賓東南大約500英里處。帕劳的島嶼大多都是加羅林群島的組成部份。帕劳位於北太平洋，座標位置是7°30′N 134°30′E / 7.500°N 134.500°E。國土面積有458平方公里。海岸線長度有1519公里。主張領海範圍是12海里。帕劳氣候炎熱潮濕。

## 外部連結
- Map of main island chain of Palau （页面存档备份，存于）